# 新衙门行宫
新衙门行宫，俗称新宫，位于北京市丰台区南苑乡新宫村，是南苑的四大行宫之一（其他三个是旧衙门行宫、南红门行宫、团河行宫）。现已无存。

## 简介
《日下旧闻考》卷七十五《国朝苑囿南苑二》记载：

新衙门，宫门三楹，左右垂花门内对面房十间，前殿三楹，后殿五楹。（《南苑册》）臣等谨按：新衙门在镇国寺门内约五里许，建自前明。宫门前铁狮子二，上镌延佑元年十月制，元时旧物也。垂花门内对面房御题额曰：“迩延野绿”，东壁聨曰：“绿深草色轻风拂，红润花光宿雨晴。”西壁聨曰：“树鸟鸣春声渐畅，砌苔向日绿偏多。”后殿屏扆间恭绘圣容，擐甲据鞍。东间聨曰：“翠峰自写王家画，飞瀑常调雷氏琴。”西间额曰：“神游清旷”，聨曰：“披图自可寻山对，得句偏宜选壁题。”皆御书。
乾隆四年御制南苑新衙门行宫即事诗：南苑重来羽骑驰，离宫未御已经时。新诗消遣闲中兴，旧学商量静里知。花笑迎人夸得意，鸟吟为我话相思。留连不是耽风景，却惜年华暗转移。
乾隆二十八年御制新衙门行宫叠旧作韵诗：三处行宫两宿移，春风小试漫淹迟。无过武备示规意，（是来本欲以行围之度示诸回部，故启程之日，威令送驾而去，信宿还宫，即御经筵况，逮文华进讲时，昔往今来真迅矣。）民情物理慎思之。皥熙未致伊谁责，纵曰知难亦底为。
乾隆四十五年御制新衙门行宫作：衙门旧矣尚称新，明季于斯驻内臣。孰谓名当逊乎实，试看假乃胜其真。岁时聊以识庚子，诗句奚堪阅丙申。（丙申四月东巡奉圣母，曾驻此。题什宛在壁间，追忆不胜凄感。）此去西陵叩七袠，来年庆典那由陈。
臣等谨按：新衙门行宫御制诗，谨绎有关纪述事实者，恭载卷内，余不备录。
后殿之东，裕性轩五楹，轩西为澹思书屋，后为陶春室。（《南苑册》）臣等谨按：裕性轩东间为佛室，聨曰：“经标窣堵云常护，心印牟尼月共圆。”西间聨曰：“即境试抽思汩汩，向荣且喜木欣欣。”轩东小室壁上恭悬世祖章皇帝御书唐李白《清平调》诗，苑人因称为“诗句房”。古秀亭、澹思书屋、陶春室皆皇上御书。陶春室内聨曰：“明月松间照，清泉石上流。”
乾隆十一年御制裕性轩题壁：（南苑行宫内旧书室也）宿解读书乐，时复与静宜。幽轩构离宫，忆昔曽下帷。几清无俗氛，树古多乔枝。春风此驻跸，芸编一再披。鸟语如相诉，驹影不肯移。欲去重徘徊，长歌有所思。
乾隆十九年御制裕性轩咏玉兰诗：一树当庭万玉蕤，春风别馆及芳时。色香两字无余净，绨几凭叅性所宜。缋写春光得尔神，去年题句壁间新。（去岁来此，亦值花开。）较量含韵斋前树，清咏饶他两度春。（旧作有裕性轩，为含韵斋之句。含韵斋，圆明园赏玉兰处也。）
乾隆二十八年御制裕性轩诗：几席有余清，春风暂驻旌。马嘶墙外革，翚焕屋间甍。稽古遥懐托，居今静趣生。玉兰犹未放，（庭中玉兰甚古，昔曾有诗小忆昔年情。）
乾隆四十一年御制题裕性轩诗：性近人生初，能率斯称道。是轩额裕性，命义诚云好。有余之谓裕，廓然祛急躁（叶）。虚受应物来，静守谢私扰。所见实如斯，全斯勉探讨。
隆二十八年御制古秀亭诗：度来十笏犹为少，纳以三千亦觉余。试凭绿窓静观物，应知此语信非虚。
乾隆二十八年御制澹思书屋诗：宁夸芝篆余钗脚，喜对芸编在案头。驰马射麞近豪放，澹思有藉此优游。
乾隆四十一年御制澹思书屋诗：少时恒此读芸编，思虑无分诚澹然。今日思艰那语澹，副名祗有别经年。
乾隆二十八年御制陶春室诗：春草绿侵阶，春禽入听谐。陶春自老屋，坐对始知佳。
乾隆四十一年御制陶春室诗：书斋清远尘，来驻仲之春。编简都依旧，柳桃已报新。因知化工妙，更切体元仁。搜骑平原待，偶为底事频。
臣等谨按：新衙门行宫暨裕性轩、古秀亭、澹思书屋、陶春室御制诗，谨绎有关纪述事实者，恭载卷内，余不备录。

新衙门行宫位于南苑西北隅，“镇国寺门内五里许”，今为丰台区新宫村。新衙门为明朝南海子内提督官署房，清朝初年改建成行宫，康熙年间名为西宫。新衙门行宫有宫门三楹，宫门前有元朝延佑元年十月（1314年）铸的一对铁狮子。左右垂花门里对面房十间，御题“迩延野绿”匾额。前殿三楹，后殿三楹。后殿屏扆间原来有《乾隆大阅图》。后殿东有裕性轩五楹，是乾隆帝的书屋。裕性轩东间是佛室。裕性轩东小室的墙上，原来悬挂顺治帝御笔唐李白“清平调”诗，故苑户们将该小室俗称为“诗句房”。裕性轩西是澹思书屋，后有陶春室。另外还有古秀亭、春望楼等建筑。裕性轩的庭前有一棵古玉兰树，“一树当庭万玉蕤，春风别馆及芳时。色香两字无余净，绨几凭参性所宜。”清朝皇帝常在这里读书、题咏、赏花。
清朝末年，新衙门行宫被废弃。1927年，新衙门行宫的建筑遭到奉军部队全部拆除。1984年10月实地调查时，尚存一个石饮马槽，宽0.75米，长2.90米，高0.50米，上面刻有“新宫村公物　民国十五年纪念”。据当地村民介绍，该饮马槽是新衙门行宫的遗物。